# Ridderronde Maastricht (mannen)
De Ridderronde Maastricht is een wielerwedstrijd voor mannen die als criterium jaarlijks plaatsvindt in Maastricht.

## Geschiedenis
Bij de eerste editie van 1985 vond de wedstrijd daags na de Ronde van Frankrijk plaats en was zodoende een van de velen Tourcriteriums. Tot en met 2002 kende de wedstrijd de naam Ridderronde Maastricht en ook vele verschillende winnaars waaronder Joop Zoetemelk, Adri van der Poel en Erik Zabel. In die eerste zeventien edities stonden onder meer Jean-Paul van Poppel, Maarten Ducrot en Erik Dekker op het podium. Wegens sponsorredenen werd de naam per 2003 aangepast naar Bavaria Ronde Maastricht, de wedstrijd ging per 2008 wederom verder onder de naam Ridderronde Maastricht. In 2008 vond ook een eerste wedstrijd voor vrouwen plaats. Per 2019 paste de organisatie opnieuw de naam aan, ditmaal naar RSM-Wealer Ronde. In 2025 koos de organisatie ervoor om de oude naam aan te nemen, Ridderronde Maastricht.
Tot en met de editie van 2019 legden de deelnemende renners het parcours enkele dagen na de Tour af. Per 2022, tevens de eerste editie na de coronapandemie, koos de organisatie ervoor dit criterium daags na de Giro te organiseren. Enkele redenen hiervoor waren het toenemende succes van Nederlanders zoals Tom Dumoulin in de Giro en de schoolvakanties tijdens de Tour.

### Vernieuwde opzet
In 2025 vond een volgende grote verandering plaats op de agenda. Voor zowel mannen als vrouwen werd het criterium in de vorm van een omnium verreden. Dit omnium bestond uit drie onderdelen; een tijdrit, puntenkoers en criterium. Voor de tijdrit moeten de renners één ronde afleggen, de puntenkoers bestaat uit acht rondes en het criterium uit veertien. Het parcours door het centrum van Maastricht was bij de eerste editie 1,8 kilometer lang. Deze 'vernieuwde' editie werd gewonnen door Bauke Mollema, naast hem op het podium stonden Wout Poels en etappewinnaar in de Ronde van Italië Casper van Uden.

## Lijst van winnaars

### Meervoudige winnaars
| Overwinningen | Renner       | Land      | Jaren            |
| ------------- | ------------ | --------- | ---------------- |
| 3             | Tom Dumoulin | Nederland | 2013, 2014, 2017 |
| 2             | Ad Wijnands  | Nederland | 1990, 1993       |
| 2             | Bram Tankink | Nederland | 2005, 2007       |

### Overwinningen per land
| Overwinningen | Land                                              |
| ------------- | ------------------------------------------------- |
| 29            | Nederland                                         |
| 6             | België                                            |
| 1             | Australië, Duitsland, Italië, Verenigd Koninkrijk |